# Man about Town
Man About Town (bra: Um Cara Quase Perfeito; prt: Um Homem na Cidade) é um filme de 2006 do gênero comédia dramática.

## Sinopse
Jack Giamoro é um dos principais agentes de Hollywood e tem tudo o que sonha para sua vida: dinheiro, uma carreira de sucesso e uma linda esposa, Nina. Porém um dia sua vida começa a desandar. A casa de Jack é invadida, Nina o trai e seu pai começa a enlouquecer, já que a todo instante tenta entrar no aquário. Para piorar seu diário é roubado pela ambiciosa Barbi, o que põe em risco sua carreira. Jack tenta então resolver todos estes problemas, para que sua vida volte à perfeição de antes.

## Elenco
- Ben Affleck como Jack Giamoro
- Rebecca Romijn como Nina Giamoro
- John Cleese como Dr. Primkin
- Samuel Ball como Jimmy Dooley
- Mike Binder como Morty
- Erica Cerra como Sela
- Gina Gershon como Arlene Kreiner
- Adam Goldberg como Phil Balow
- Howard Hesseman como Ben Giamoro
- Bai Ling como Barbi Ling
- Jerry O'Connell como David Lilly
- Kal Penn como Alan Fineberg
- Amber Valletta como Brynn Lilly
- Damien Wayans como Lucky Reynolds
- Laura Soltis como Barbara Giamoro
- Spencer Forbes como Anthony Giamoro
- Anysha Berthot como Leah
- Lewis Broatch como Jack Giamoro - 12 anos
- Scott London como Jack Giamoro - 19 aos 22 anos
- Dustin Milligan como Jimmy Dooley - jovem
- Nicolas Hackleman como Morty - jovem
- Benjamin Ratner como Dr. Kevin Sands